# Josef Neuner
Josef Neuner SJ (* 19. August 1908 in Feldkirch, Österreich; † 3. Dezember 2009 in Pune, Indien) war ein Jesuit und katholischer Theologe. Er war einer der Verfasser des Konzilsdekrets Nostra Aetate.

## Leben
Josef Neuner trat nach seiner Matura am Jesuitenkolleg Stella Matutina in das Noviziat der Süddeutschen Provinz der Gesellschaft Jesu in Feldkirch ein. Nach dem Noviziat studierte er Philosophie an der Hochschule für Philosophie München in Pullach und Theologie an der Jesuiten-Hochschule in Valkenburg, Niederlande. 1936 empfing er die Priesterweihe. 1944 legte er seine letzten Gelübde ab. Sein Wunsch, in die Mission zu gehen, wurde zunächst abgelehnt, 1938 konnte er dann aber nach Bombay gehen, wo er für die Priesterausbildung verantwortlich wurde.
Nach Ausbruch des Zweiten Weltkrieges wurde er als deutscher Staatsbürger von 1939 bis 1946 in einem britischen Lager in Indien interniert, wo er Sanskrit erlernte und die Lehren der Bhagavad Gita, der Upanishaden und des S. Radhakrishnan studierte.
Nach Kriegsende wurde er in Religionswissenschaft an der Päpstlichen Universität Gregoriana in Rom mit der Arbeit „Die Opferlehre der Bhagavad Gita“ promoviert und lehrte ab 1948 Dogmatik an der neu gegründeten De Nobili-College sowie an der Hochschule Jnana Deepa Vidyapeeth (Päpstlichen Atheneum) in Pune.
Als Konzilstheologe (Peritus) des Bischofs von Pune, Andrew Alexis D’Souza, nahm er am Zweiten Vatikanischen Konzil teil. Er engagierte sich insbesondere in den Kommissionen für Mission, die Priesterausbildung und die nicht-christlichen Religionen. Er gilt als Verfasser des Konzilsdekrets Nostra Aetate („In unserer Zeit“), das die Position der katholischen Kirche zu den nichtchristlichen Religionen darlegte. Das Dekret markierte eine Abkehr der katholischen Kirche von ihrem bisherigen exklusiven und antijüdisch definierten Wahrheitsanspruch.
Josef Neuner und sein Ordensbruder Heinrich Roos SJ wurden bekannt mit ihrem wissenschaftlichen Werk Der Glaube der Kirche in den Urkunden der Lehrverkündigung, welches kurz als „Neuner-Roos“ (abgekürzt NR) bezeichnet wird und Standardwerk der katholischen Theologenausbildung ist.
Er war als Seelsorger von Mutter Teresa tätig.
Nachdem Neuner 2008 seinen 100. Geburtstag noch körperlich bei Kräften und geistig wach feiern konnte, starb er mit 101 Jahren im Kloster Sanjeevan in Pune.

## Anerkennungen
- 2001: Ehrendoktorwürde des Dr. theol. der Leopold-Franzens-Universität Innsbruck
- 2005: Ehrenzeichen des Landes Vorarlberg in Gold
- 2006: Das neu gebaute Auditorium des Päpstlichen Instituts in Pune trägt den Namen Josef-Neuner-Auditorium

## Schriften
- Josef Neuner, Rosemarie Steinbauer: Hinduismus und Christentum. Herder, 1962.
- Josef Neuner, Felix Alfred Plattner: Kongress zwischen zwei Zeiten. Echter, 1965.
- Josef Neuner: Mein Leben mit Christus gestalten. Echter, 1988, ISBN 3429011213.
- Josef Neuner, Heinrich Roos, Karl Rahner, Karl-Heinz Weger: Der Glaube der Kirche in den Urkunden der Lehrverkündigung. 13. Auflage, Pustet, Regensburg 1992, ISBN 3791701193.
- Der indische Joseph. Erinnerungen aus meinem Leben. Quelle, 2005, ISBN 3852410088.

## Film
- Der Auftrag – Die Suche nach innerer Freiheit. Buch und Regie Norbert Busè, Deutschland/Indien 2000, 30 Minuten.